# 若夫克瓦區

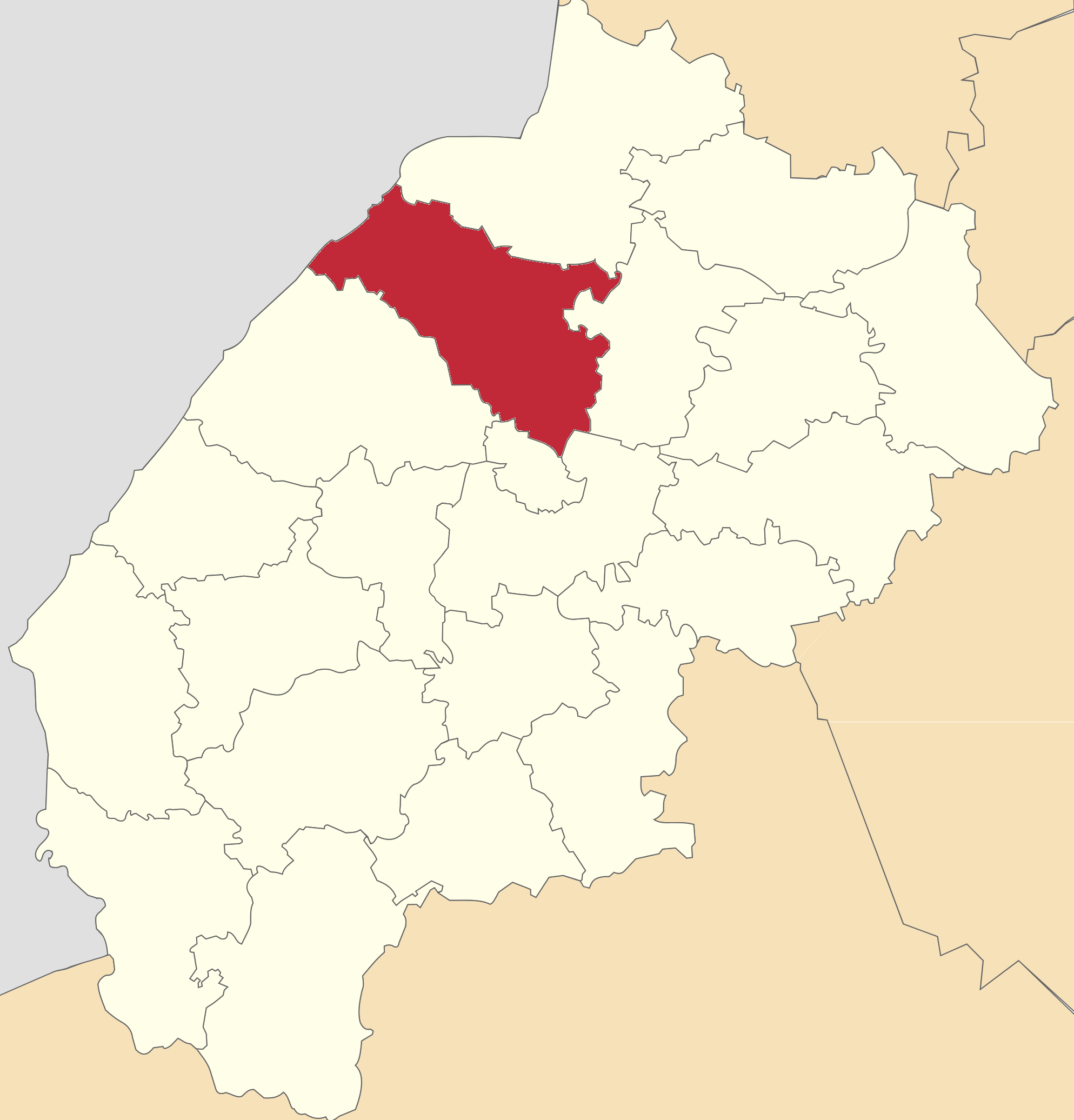

若夫克瓦區（烏克蘭語：Жовківський район），曾是烏克蘭的一個區，位於該國西部，由利沃夫州負責管轄，首府設於若夫克瓦，面積1,295平方公里，2015年人口110,469，人口密度每平方公里84.2人。
2020年7月18日乌克兰施行了行政区划改革，利沃夫州的区份数量减至7个，若夫克瓦區合并至新成立的利沃夫区。